# 林晶恩
林晶恩（韓語：임정은，1982年3月31日—），韓國女演員。因為長相、微笑和氣質與女星沈銀河相似，剛踏入演藝圈時曾被媒體稱作「沈銀河第二」。2014年6月結婚，2015年3月喜獲一女。

## 演出作品

### 電視劇
- 2005年：MBC《愛情判決》飾演 金世熙
- 2006年：KBS《白雲階梯》飾演 吳允熙
- 2007年：MBC《Ground Zero》飾演 韓裕珍
- 2008年：SBS《水瓶座》飾演 明恩舒
- 2008年：KBS《風之國》飾演 清流
- 2009年：SBS《吞噬太陽》飾演 安美妍（特別演出）
- 2009年：KBS《傳說的故鄉》
- 2010年：tvN《朝鮮X檔案：奇察秘錄》飾演 許允兒
- 2011年：JTBC《女人兩次化妝時》飾演 秀芝
- 2012年：KBS《赤道的男人》飾演 崔秀美[3]
- 2013年：KBS《紅寶石戒指》飾演 鄭露娜／鄭露比
- 2019年：TV朝鮮《Babel》飾演 羅英恩
- 2020年：KBS《結過一次了》飾演 成賢慶[4]

### 電影
- 2002年：《天降橫財》
- 2006年：《因為愛你，所以沒關係》
- 2007年：《宮女》
- 2007年：《我的愛》
- 2012年：《音痴診所》
- 2017年：《老么》（友情出演）
- 2019年：《彩虹女神》
- 2022年：《血濃於水》

### MV
- 2005年：Lyn《普通女人》（與嚴泰雄）
- 2012年：THE SEEYA《我的心正在死去》（與朱相昱）

## 外部連結
- PF Company官方網站
- Daum電影人物資料 （页面存档备份，存于）